# Jimmy Johnson (cornerback)
James Earl Johnson (Dallas, Texas; 31 de marzo de 1938-8 de mayo de 2024) fue un jugador estadounidense de fútbol americano. 

## Biografía
Es el hermano menor de Rafer Johnson, quien fue medallista olímpico de oro en el decatlón. Jugó como cornerback para los San Francisco 49ers. En 1994, fue elegido para el Salón de la Fama del Fútbol Americano Profesional. En su carrera como universitario jugó tanto en la ofensiva como en la defensiva en el equipo de fútbol americano de UCLA.

## Carrera en la NFL
Jugó en la NFL en múltiples posiciones a lo largo de sus dieciséis años como profesional.  Primero fue safety, fue movido a wide receiver, de vuelta a safety, y finalmente como cornerback.  Durante su carrera interceptó 47 pases y los devolvió para 615 yardas. Atrapó 34 pases para 627 yardas. Su número (#37) fue retirado oficialmente por parte de los 49ers.